# Denkyira
I Denkyira erano una potente nazione Akan che fiorì nella penisola dell'Ashantiland dagli anni '20 del Seicento, in quello che nel ventunesimo secolo è il Ghana. Come tutti i popoli Akan, si originavano dallo stato di Bono.Prima del 1620, i Denkyira erano chiamati Agona. Il sovrano locale era chiamato Denkyirahene e la sua capitale era posta a Jukwaa. Il primo Denkyirahene fu Mumunumfi.
Successivamente, la capitale dei Denkyira venne spostata ad Abankeseso. La capitale venne successivamente spostata a Dunkwa-on-Offin. I Denkyira divennero particolarmente noti ai coloni europei dell'area perché commerciavano in oro.
Negli anni '90 del Seicento, scoppiò una guerra tra i Denkyira e gli Asen ed i Twifo-Heman. L'obbiettivo di questi scontri era di mantenere aperte le strade commerciali verso la costa della penisola dell'Ashantiland.
Lo stato Denkyira dominava il commercio con gli europei nella regione occidentale della penisola dell'Ashantiland mentre gli Akwamu dominavano il commercio con gli europei nella regione orientale. 
Lo stato dei Denkyira inoltre estendeva la propria influenza anche sui vicini stati degli Akwamu e degli Akyem, ed anche l'Impero Ashanti era loro tributario e lo rimase sino al 1701, quando venne sconfitto dagli Ashanti stessi nella battaglia di Feyiase, invertendo le posizioni.
Nel 1868 i Denkyira entrarono nella confederazione Fante per combattere l'espansionismo coloniale del Regno Unito in alleanza con gli Ashanti e gli olandesi. Quando la confederazione Fante diede prova di non essere in grado di sconfiggere il nemico, si arrese e nel 1874 tutto il territorio locale divenne parte della Costa d'Oro inglese. Nel 1957 la penisola dell'Ashantiland (o Impero Ashanti) degli Ashanti si unì al regno di Dagbon dei Dagbon e al Togo britannico degli Ewe per creare l'attuale stato del Ghana.
Un famoso monarca della tribù dei Denkyira, morto nel 2016, fu Odeefuo Boa Amponsem III.